# Grondin (poisson)
Pour les articles homonymes, voir Grondin.
Taxons concernés
genres concernés :
- Trigla
- Prionotus
- etc.modifier

Grondin ou rouget, plus rarement trigle, est un nom vernaculaire ou commercial qui désigne en français plusieurs espèces de poissons, surtout dans les genres Trigla et Prionotus.
Les Grondins ont en commun la faculté de produire à l'aide de leur vessie natatoire une sorte de grondement audible lorsqu'ils sont blessés ou qu'on les sort de l'eau, ainsi que de posséder une grosse tête pyramidale cuirassée et des nageoires pectorales munies de pattes leur permettant de marcher au fond de l'eau.
Les Grondins sont colorés du gris au rouge, en passant par des teintes rosées.

## Espèces
Liste non exhaustive présentée sous forme de tableau triable :
| Nom vernaculaire        | Nom scientifique              | Famille         | Ecozone                                                |
| ----------------------- | ----------------------------- | --------------- | ------------------------------------------------------ |
| Grondin à aile bleue    | Chelidonichthys kumu (en)     | Triglidae       | océan Indien occidental et océan Pacifique occidental  |
| Grondin à aile tachetée |                               |                 |                                                        |
| Grondin belugan         | Prionotus stephanophrys (nl)  | Triglidae       |                                                        |
| Grondin camard          | Chelidonichthys lastoviza     | Triglidae       | Côtes de Bretagne                                      |
| Grondin carolin         | Prionotus carolinus (en)      | Triglidae       |                                                        |
| Grondin d'Amérique      | Prionotus carolinus (en)      | Triglidae       | Atlantique nord-ouest                                  |
| Grondin du Cap          | Chelidonichthys capensis (en) | Triglidae       | Côte Atlantique du cap de Bonne-Espérance à la Namibie |
| Grondin hirondelle      | Chelidonichthys lucerna       | Triglidae       |                                                        |
| Grondin gris            | Eutrigla gurnardus            | Triglidae       | De la Méditerranée à la mer Baltique                   |
| Grondin lyre            | Trigla lyra                   | Triglidae       | Méditerranée                                           |
| Grondin morrude         | Chelidonichthys obscurus (en) | Triglidae       | Méditerranée                                           |
| Grondin perlon          | Chelidonichthys lucerna       | Triglidae       | De la Méditerranée à la mer Baltique                   |
| Grondin rouge           | Chelidonichthys cuculus       | Triglidae       | Méditerranée                                           |
| Grondin strié           | Trigloporus lastoviza         | Triglidae       | Méditerranée                                           |
| Grondin volant          | Dactylopterus volitans        | Dactylopteridae | Méditerranée                                           |
| Grondin volant oriental | Dactyloptena orientalis       | Dactylopteridae | Méditerranée                                           |

## Dénominations commerciales officielles des Grondins (France)
(Direction générale de la concurrence, de la consommation et de la répression des fraudes).
Liste des appellations commerciales reconnues en France, sous la surveillance de la DGCCRF. Il est à noter que six sur huit des poissons vendus en France peuvent s'appeler « Grondin », sans autre précision.
| Nom scientifique     | Autre nom scientifique   | Dénomination commerciale      |
| -------------------- | ------------------------ | ----------------------------- |
| Aspitrigla cuculus   | Chelidonichthys cuculus  | Grondin rouge                 |
| Aspitrigla obscura   | Chelidonichthys obscura  | Grondin morrude, Grondin      |
| Chelidonichthys kumu |                          | Grondin à aile bleue, Grondin |
| Eutrigla gurnardus   | Chelidonihthys gurnardus | Grondin gris, Grondin         |
| Prionotus spp.       |                          | Grondin d’Amérique            |
| Trigla capensis      | Chelidonichthys capensis | Grondin du Cap, Grondin       |
| Trigla lucerna       | Chelidonichthys lucerna  | Grondin perlon, Grondin       |
| Trigla lyra          |                          | Grondin lyre, Grondin         |